# 十二所駅
十二所駅（じゅうにしょえき）は、秋田県大館市十二所字荒町（あらまち）にある、東日本旅客鉄道（JR東日本）花輪線の駅である。

## 歴史
- 1915年（大正4年）12月25日：北秋田郡十二所町に秋田鉄道の貨物駅として開業[2]。
- 1916年（大正5年）1月5日：旅客営業を開始[2]。
- 1934年（昭和9年）6月1日：秋田鉄道の国有化により、鉄道省（国鉄）に移管[2]。
- 1970年（昭和45年）4月1日：貨物の取り扱いを廃止[2]。
- 1972年（昭和47年）
  - 3月15日：交換設備を撤去。
  - この年の11月1日から無人化する予定だった[3]が、地元住民の猛烈な反対運動により延期となる[4]。
- 1982年（昭和57年）11月15日：業務委託化[4]。
- 1984年（昭和59年）2月1日：荷物の扱いを廃止[2]。
- 1985年（昭和60年）3月14日：駅員無配置駅となり[5]、簡易委託化。
- 1987年（昭和62年）4月1日：国鉄分割民営化により、東日本旅客鉄道の駅となる[2]。
- 2005年（平成17年）11月 - 簡素駅舎に改築。
- 2024年（令和6年）10月1日：えきねっとQチケのサービスを開始[1][6]。

## 駅構造
単式ホーム1面1線を有する地上駅である。かつては島式ホーム1面2線の列車交換可能駅だった。
盛岡統括センター（盛岡駅）管理の無人駅である。

## 駅周辺
- 大館市役所十二所出張所
- 十二所郵便局
- 米代川
- さんてつの丘（シルバーエリア）
- 十二所城跡（中世の城郭。空堀・郭跡が残る）
- 秋田県道66号十二所花輪大湯線
  - 国道103号大館バイパス

### バス路線
「十二所駅前」停留所にて、秋北バスが運行する路線バスが発着する。
- 鹿角市（厚生病院前・鹿角花輪駅前・花輪営業所）方面
- 労災病院前・扇田病院前・市立病院前・大館駅方面

## 隣の駅
東日本旅客鉄道（JR東日本）
■花輪線
沢尻駅 - 十二所駅 - 大滝温泉駅